# Dungeness
Dungeness – przylądek na południowym wybrzeżu Anglii, w hrabstwie Kent, położony nad kanałem La Manche, w pobliżu Cieśniny Kaletańskiej. Na północy przylądek sąsiaduje z podmokłą równiną Romney Marsh. 
Teren przylądka pokryty jest w znacznej mierze kamienistymi plażami. Na Dungeness znajdują się dwie latarnie morskie, wybudowane w 1901 (obecnie atrakcja turystyczna) i w 1961 roku, oraz elektrownia atomowa.
10 grudnia 1652 roku, podczas I wojny angielsko-holenderskiej w pobliżu Dungeness rozegrała się bitwa morska pomiędzy flotą angielską a holenderską.